# Hirel
Hirel é uma comuna francesa na região administrativa da Bretanha, no departamento Ille-et-Vilaine. Estende-se por uma área de 9,88 km². Em 2010 a comuna tinha 1 425 habitantes (densidade: 144,2 hab./km²).